# Saint-Maurice-des-Noues
Saint-Maurice-des-Noues – miejscowość i gmina we Francji, w regionie Kraj Loary, w departamencie Wandea. Nazwa miejscowości pochodzi od imienia św. Maurycego.
Według danych na rok 1990 gminę zamieszkiwało 611 osób, a gęstość zaludnienia wynosiła 29 osób/km² (wśród 1504 gmin Kraju Loary Saint-Maurice-des-Noues plasuje się na 780. miejscu pod względem liczby ludności, natomiast pod względem powierzchni na miejscu 519.).